# Liste der Baudenkmäler in Moosthenning
Auf dieser Seite sind die Baudenkmäler in der niederbayerischen Gemeinde Moosthenning zusammengestellt. Diese Tabelle ist eine Teilliste der Liste der Baudenkmäler in Bayern. Grundlage ist die Bayerische Denkmalliste, die auf Basis des Bayerischen Denkmalschutzgesetzes vom 1. Oktober 1973 erstmals erstellt wurde und seither durch das Bayerische Landesamt für Denkmalpflege geführt wird. Die folgenden Angaben ersetzen nicht die rechtsverbindliche Auskunft der Denkmalschutzbehörde.

## Baudenkmäler nach Ortsteilen

### Moosthenning
| Lage                             | Objekt                             | Beschreibung | Akten-Nr.    | Bild                  |
| -------------------------------- | ---------------------------------- | --- | ------------ | --------------------- |
| Dingolfinger Straße 2 (Standort) | Gasthaus                           | zweigeschossiger Traufseitbau mit Satteldach, Erker und Putzgliederung, 1912                                                                           | D-2-79-128-4 | Gasthaus              |
| Dingolfinger Straße 8 (Standort) | Ehemalige Schmiede                 | zweigeschossiger Putzbau mit Kniestock und Satteldach, teilweise mit Blockbau-Obergeschoss, 18./19. Jahrhundert                                        | D-2-79-128-3 | Ehemalige Schmiede    |
| Moosstraße 1 (Standort)          | Katholische Filialkirche St. Maria | im Kern 13. Jahrhundert, Saalbau mit Ostturm, Umgestaltungen an Turm und Langhaus im 17. und 18. Jahrhundert, Langhaus 1902 erweitert; mit Ausstattung | D-2-79-128-1 | weitere Bilder        |
| Moosstraße 4 (Standort)          | Kleinbauernhaus                    | zweigeschossiger Satteldachbau mit Traufschrot, Blockbau-Giebel mit Hochlaube, im Kern Anfang 19. Jahrhundert                                          | D-2-79-128-5 | Kleinbauernhaus       |
| Moosstraße 5 (Standort)          | Ehemaliges Bauernhaus              | Satteldachbau mit Blockbau-Obergeschoss, zweiseitig umlaufendem Schrot und Hochlaube, im Kern 18. Jahrhundert                                          | D-2-79-128-6 | Ehemaliges Bauernhaus |
| Moosstraße 8 (Standort)          | Hakenhof                           | Flachsatteldachbau mit Blockbau-Obergeschoss, Trauf- und Giebelschrot, zweite Hälfte 18. Jahrhundert, bezeichnet 1837 (?)                              | D-2-79-128-7 | Hakenhof              |
| Schmiedberg 8 (Standort)         | Wohnstallhaus                      | Flachsatteldachbau mit Blockbau-Obergeschoss und zweiseitig umlaufendem Schrot, 2. Hälfte 18. Jahrhundert                                              | D-2-79-128-8 | Wohnstallhaus         |

### Breitenau
| Lage                    | Objekt         | Beschreibung                                                      | Akten-Nr.     | Bild           |
| ----------------------- | -------------- | ----------------------------------------------------------------- | ------------- | -------------- |
| In Breitenau (Standort) | Straßenkapelle | kleiner Satteldachbau mit Lisenengliederung, Ende 18. Jahrhundert | D-2-79-128-10 | weitere Bilder |

### Buchberg
| Lage                  | Objekt     | Beschreibung                                                                           | Akten-Nr.     | Bild |
| --------------------- | ---------- | -------------------------------------------------------------------------------------- | ------------- | ---- |
| Buchberg 3 (Standort) | Bauernhaus | Satteldachbau mit Blockbau-Obergeschoss, Trauf- und Giebelschrot, Ende 18. Jahrhundert | D-2-79-128-11 | BW   |

### Buchreith
| Lage                   | Objekt     | Beschreibung                                                                               | Akten-Nr.     | Bild |
| ---------------------- | ---------- | ------------------------------------------------------------------------------------------ | ------------- | ---- |
| Buchreith 3 (Standort) | Bauernhaus | eingeschossiger Satteldachbau mit Blockbaugiebel und Kniestock, 2. Viertel 19. Jahrhundert | D-2-79-128-12 | BW   |

### Dornwang
| Lage                           | Objekt                                                 | Beschreibung | Akten-Nr.     | Bild                                                   |
| ------------------------------ | ------------------------------------------------------ | --- | ------------- | ------------------------------------------------------ |
| Dorfstraße 3 (Standort)        | Ehemaliges Wohnstallhaus eines ehemaligen Dreiseithofs | Blockbau mit Satteldach, Giebel- und Traufschrot, Wirtschaftsteil mit Blockbau-Obergeschoss, 2. Hälfte 18. Jahrhundert | D-2-79-128-14 | Ehemaliges Wohnstallhaus eines ehemaligen Dreiseithofs |
| Dorfstraße 8 (Standort)        | Kleinbauernhaus                                        | Blockbau mit Satteldach, zum Teil verputzt und verschalt, 18. Jahrhundert | D-2-79-128-16 | Kleinbauernhaus                                        |
| Dorfstraße 22 (Standort)       | Taubenkobel                                            | hölzernes Satteldachhäuschen mit Zwerchhaus, Ende 19. Jahrhundert | D-2-79-128-20 | Taubenkobel                                            |
| Dorfstraße 28 (Standort)       | Heiligenfiguren St. Mauritius und St. Florian          | überlebensgroße farbig gefasste Skulpturen, um 1680 aus der Dingolfinger Stadtpfarrkirche, jetzt am Ostgiebel eines landwirtschaftlichen Nebengebäudes                                                                           | D-2-79-128-21 | Heiligenfiguren St. Mauritius und St. Florian          |
| Mittelgrund (Standort)         | Feldkapelle                                            | kleiner Satteldachbau, 19. Jahrhundert, genannt Mooskapelle oder Kapelle bei den Streichenröhren. | D-2-79-128-24 | weitere Bilder                                         |
| Pfarrstraße 2 (Standort)       | Katholische Filialkirche St. Martin                    | Saalbau mit eingezogenem Chor und Südturm, Langhaus im Kern 12. Jahrhundert, Turmunterbau gotisch, Aufsatz und Kuppelhaube 17. Jahrhundert, Chor und Sakristei frühes 18. Jahrhundert, Langhauserweiterung 1908; mit Ausstattung | D-2-79-128-22 | weitere Bilder                                         |
| Teisbacher Straße 8 (Standort) | Bauernhaus                                             | weiß getünchter Blockbau mit umlaufendem Schrot und Hochlaube, 2. Hälfte 18. Jahrhundert | D-2-79-128-23 | Bauernhaus                                             |

### Dreifaltigkeitsberg
| Lage                             | Objekt                                          | Beschreibung | Akten-Nr.     | Bild           |
| -------------------------------- | ----------------------------------------------- | --- | ------------- | -------------- |
| Dreifaltigkeitsberg 1 (Standort) | Katholische Wallfahrtskirche Hl. Dreifaltigkeit | barocker Saalbau mit Westturm, wohl von Georg Weigenthaller, begonnen 1693, Weihe 1714, Turm 1739, nach Blitzschlag durch Georg Felix Hirschstötter d. J. 1770 erneuert; mit Ausstattung | D-2-79-128-25 | weitere Bilder |
| Dreifaltigkeitsberg 4 (Standort) | Bauernhaus                                      | Satteldachbau mit Blockbau-Obergeschoss, Ende 18. Jahrhundert | D-2-79-128-26 | weitere Bilder |

### Forst
| Lage                                  | Objekt                                         | Beschreibung | Akten-Nr.     | Bild           |
| ------------------------------------- | ---------------------------------------------- | --- | ------------- | -------------- |
| Nähe Hofmarkstraße/Zur Loh (Standort) | Ortskapelle                                    | kleiner Satteldachbau mit beigestelltem Südturm, 1952 | D-2-79-128-29 | weitere Bilder |
| Zur Loh 8 (Standort)                  | Bauernhaus                                     | Flachsatteldachbau mit Blockbau-Obergeschoss, Trauf- und Giebelschrot, Ende 18. Jahrhundert                                                                                           | D-2-79-128-27 | BW             |
| Zur Loh 9 (Standort)                  | Mitterstallhaus eines ehemaligen Dreiseithofes | Satteldachbau mit Blockbau-Obergeschoss, umlaufendem Schrot und Hochlaube, Ende 18. Jahrhundert; Parallelstadel, Erdgeschoss gemauert, Obergeschoss in Blockbau, wohl 19. Jahrhundert | D-2-79-128-28 | BW             |

### Gattering
| Lage                    | Objekt     | Beschreibung | Akten-Nr.     | Bild           |
| ----------------------- | ---------- | --- | ------------- | -------------- |
| Gattering 7 (Standort)  | Kapelle    | sogenannte Maria-Hilf-Kapelle, kleiner Saalbau mit eingezogenem Chor und Südturm, errichtet in Formen der bäuerlichen Neugotik, 1856; mit Ausstattung | D-2-79-128-34 | weitere Bilder |
| Gattering 10 (Standort) | Bauernhaus | Satteldachbau mit Blockbau-Obergeschoss, zweiseitig umlaufendem Schrot und Giebelschrot, 2. Hälfte 18. und Mitte 19. Jahrhundert                      | D-2-79-128-32 | weitere Bilder |

### Großweiher
| Lage                     | Objekt                               | Beschreibung                                                                                                 | Akten-Nr.     | Bild           |
| ------------------------ | ------------------------------------ | --- | ------------- | -------------- |
| In Großweiher (Standort) | Katholische Filialkirche St. Stephan | kleiner Saalbau mit Dachreiter, in Blankziegelbauweise errichtet, 2. Hälfte 15. Jahrhundert; mit Ausstattung | D-2-79-128-35 | weitere Bilder |

### Haiholz
| Lage                 | Objekt         | Beschreibung                                                           | Akten-Nr.     | Bild           |
| -------------------- | -------------- | ---------------------------------------------------------------------- | ------------- | -------------- |
| Haiholz 1 (Standort) | Straßenkapelle | kleiner Satteldachbau mit Dachreiter, bezeichnet 1928; mit Ausstattung | D-2-79-128-36 | weitere Bilder |

### Holzbuch
| Lage                   | Objekt  | Beschreibung                                       | Akten-Nr.     | Bild           |
| ---------------------- | ------- | -------------------------------------------------- | ------------- | -------------- |
| Holzbuch 16 (Standort) | Kapelle | kleiner Satteldachbau, um 1820/40; mit Ausstattung | D-2-79-128-39 | weitere Bilder |

### Kattenbach
| Lage                    | Objekt                       | Beschreibung                                                                                | Akten-Nr.     | Bild |
| ----------------------- | ---------------------------- | ------------------------------------------------------------------------------------------- | ------------- | ---- |
| Kattenbach 1 (Standort) | Wohnhaus eines Vierseithofes | zweigeschossiger Massivbau mit flachem Satteldach und Freitreppe, 2. Hälfte 19. Jahrhundert | D-2-79-128-40 | BW   |

### Kronberg
| Lage                   | Objekt     | Beschreibung                                                                                     | Akten-Nr.     | Bild       |
| ---------------------- | ---------- | ------------------------------------------------------------------------------------------------ | ------------- | ---------- |
| In Kronberg (Standort) | Bauernhaus | Flachsatteldachbau mit Blockbau-Obergeschoss, Trauf- und Giebelschrot, 2. Hälfte 18. Jahrhundert | D-2-79-128-41 | Bauernhaus |

### Lengthal
| Lage                      | Objekt                               | Beschreibung | Akten-Nr.     | Bild           |
| ------------------------- | ------------------------------------ | --- | ------------- | -------------- |
| Hauptstraße 14 (Standort) | Ehemaliges Bauernhaus und Krämerei   | Satteldachbau mit verputztem Blockbau-Obergeschoss und Traidboden, Blockbaugiebel unverputzt, 18. Jahrhundert                                               | D-2-79-128-42 | BW             |
| Hauptstraße 23 (Standort) | Katholische Filialkirche St. Ägidius | Saalbau mit Rundbogenfenstern und Nordturm, 1934 anstelle einer romanischen Kirche errichtet, Turmunterbau spätgotisch, Oberbau neugotisch; mit Ausstattung | D-2-79-128-46 | weitere Bilder |
| Schulstraße 1 (Standort)  | Wohnstallhaus eines Dreiseithofs     | verputzter Blockbau mit Satteldach und Traufschrot, Blockbau mit Traidboden über dem Stall, 2. Hälfte 18. Jahrhundert                                       | D-2-79-128-49 | BW             |
| Tundinger Weg (Standort)  | Wegkapelle                           | schlichter Satteldachbau, 2. Hälfte 19. Jahrhundert | D-2-79-128-51 | weitere Bilder |

### Oberhaslau
| Lage                    | Objekt     | Beschreibung                                                                                          | Akten-Nr.     | Bild |
| ----------------------- | ---------- | --- | ------------- | ---- |
| Oberhaslau 2 (Standort) | Bauernhaus | Satteldachbau mit verschaltem Blockbau-Obergeschoss und Traufschrot, 18./19. Jahrhundert, Dach später | D-2-79-128-54 | BW   |

### Oberholsbach
| Lage                      | Objekt     | Beschreibung | Akten-Nr.     | Bild |
| ------------------------- | ---------- | --- | ------------- | ---- |
| Oberholsbach 1 (Standort) | Bauernhaus | Satteldachbau mit Giebelschrot und zweiseitig umlaufendem Schrot, Obergeschoss zum Teil verputzter Blockbau, 18. Jahrhundert | D-2-79-128-55 | BW   |

### Ottering
| Lage                      | Objekt                                                                  | Beschreibung | Akten-Nr.     | Bild            |
| ------------------------- | ----------------------------------------------------------------------- | --- | ------------- | --------------- |
| Kirchenring 8 (Standort)  | Katholische Pfarrkirche St. Johannes der Täufer und Johannes Evangelist | neugotischer Saalbau mit eingezogenem Chor und Westturm, Turmunterbau spätgotisch, Neubau von 1861/62, 1887 erhöht; mit Ausstattung; Friedhofsmauer mit Strebepfeilern, im Kern 17. Jahrhundert, erneuert. | D-2-79-128-57 | weitere Bilder  |
| Müllerstraße 7 (Standort) | Ehemalige Mühle                                                         | Satteldachbau mit zum Teil offenem Blockbau, im Kern noch 17. Jahrhundert, Dach später; anschließend Wirtschaftsgebäude                                                                                    | D-2-79-128-66 | Ehemalige Mühle |

### Rimbach
| Lage                          | Objekt                                | Beschreibung | Akten-Nr.     | Bild                             |
| ----------------------------- | ------------------------------------- | --- | ------------- | -------------------------------- |
| Bergstraße 9 (Standort)       | Bauernhaus                            | Flachsatteldachbau mit verputztem Blockbau-Obergeschoss, Giebelschrot und zweiseitig umlaufendem Schrot, im Kern 18. Jahrhundert | D-2-79-128-68 | Bauernhaus                       |
| Bergstraße 12 (Standort)      | Bauernhaus                            | zweigeschossiger Satteldachbau mit Traufschrot und verschaltem Vordach, im Kern 18./19. Jahrhundert                              | D-2-79-128-69 | Bauernhaus                       |
| Bergstraße 16 (Standort)      | Bauernhaus                            | verputzter Blockbau mit verschaltem Vordach, Satteldach und Traufschrot, im Kern Ende 18. Jahrhundert                            | D-2-79-128-71 | Bauernhaus                       |
| Bergstraße 21 (Standort)      | Wohnstallhaus eines Dreiseithofs      | Satteldachbau mit verputztem Blockbau-Obergeschoss und Traufschrot, im Kern Ende 18. Jahrhundert                                 | D-2-79-128-72 | Wohnstallhaus eines Dreiseithofs |
| Nähe Bergstraße (Standort)    | Katholische Filialkirche St. Nikolaus | Saalbau mit eingezogenem Chor und Ostturm, im Kern barock, 1895 Langhausvergrößerung und Turm; mit Ausstattung                   | D-2-79-128-67 | weitere Bilder                   |
| Neukreithstraße 11 (Standort) | Bauernhaus                            | verputzter Blockbau mit Satteldach und Traufschrot, 18. Jahrhundert                                                              | D-2-79-128-76 | Bauernhaus                       |
| Wenger Straße 4 (Standort)    | Wohnhaus eines Dreiseithofs           | zweigeschossiger Satteldachbau mit Blockbau-Kniestock und Blockbau-Giebel sowie verbretterter Hochlaube, Ende 18. Jahrhundert    | D-2-79-128-78 | Wohnhaus eines Dreiseithofs      |

### Rothenbühl
| Lage                    | Objekt     | Beschreibung                                | Akten-Nr.     | Bild           |
| ----------------------- | ---------- | ------------------------------------------- | ------------- | -------------- |
| Rothenbühl 3 (Standort) | Wegkapelle | kleiner Satteldachbau, Ende 18. Jahrhundert | D-2-79-128-79 | weitere Bilder |

### Schöndorf
| Lage                    | Objekt                              | Beschreibung | Akten-Nr.     | Bild                     |
| ----------------------- | ----------------------------------- | --- | ------------- | ------------------------ |
| In Schöndorf (Standort) | Katholische Filialkirche St. Kilian | spätgotischer Saalbau mit Dachreiter und eingezogenem Chor, 15. Jahrhundert                                                            | D-2-79-128-80 | weitere Bilder           |
| Schöndorf 2 (Standort)  | Ehemaliges Wohnstallhaus            | zweigeschossiger Blockbau mit Satteldach und Traufschrot, Wirtschaftsteil gemauert, im Kern 2. Hälfte 18. Jahrhundert                  | D-2-79-128-81 | Ehemaliges Wohnstallhaus |
| Schöndorf 5 (Standort)  | Einfirsthof                         | Satteldachbau mit verschaltem Blockbau-Obergeschoss, Traufschrot und Hochlaube, im Kern 18. Jahrhundert, Stallanbau und Stadel um 1900 | D-2-79-128-82 | Einfirsthof              |

### Stockerpoint
| Lage                      | Objekt  | Beschreibung                                | Akten-Nr.     | Bild           |
| ------------------------- | ------- | ------------------------------------------- | ------------- | -------------- |
| Stockerpoint 4 (Standort) | Kapelle | kleiner Satteldachbau, Ende 19. Jahrhundert | D-2-79-128-83 | weitere Bilder |

### Thürnthenning
| Lage                                                | Objekt                                        | Beschreibung | Akten-Nr.     | Bild                           |
| --------------------------------------------------- | --------------------------------------------- | --- | ------------- | ------------------------------ |
| Herrengasse 2 (Standort)                            | Katholische Filialkirche St. Johannes Nepomuk | barocker Saalbau mit kaum eingezogenem Chor und Westturm, von Georg Weigenthaller, 1732; mit Ausstattung; in weithin sichtbarer Höhenlage | D-2-79-128-85 | weitere Bilder                 |
| Herrengasse 4 (Standort)                            | Heiligenfigur                                 | farbig gefasste Holzskulptur des Hl. Johann Nepomuk, 2. Viertel 18. Jahrhundert; am Wohnhaus                                              | D-2-79-128-86 | Heiligenfigur                  |
| Hochgartenstraße 3 (Standort)                       | Bauernhaus eines Dreiseithofes                | Satteldachbau mit ostseitig verputztem Blockbau-Obergeschoss und Traufschrot, 1. Hälfte 19. Jahrhundert                                   | D-2-79-128-87 | Bauernhaus eines Dreiseithofes |
| In Thürnthenning, am nördlichen Ortsende (Standort) | Kapelle                                       | sogenannte Wies-Kapelle, Zentralbau (Hexagon) mit Rustizierung und weitem Dachüberstand, um 1730/40; mit Ausstattung                      | D-2-79-128-91 | weitere Bilder                 |
| Schlossangerstraße 7 (Standort)                     | Kleinbauernhaus                               | mit mittelsteilem Satteldach, Blockbau-Obergeschoss und Traufschrot, erste Hälfte 19. Jahrhundert                                         | D-2-79-128-90 | Kleinbauernhaus                |

### Töding
| Lage                 | Objekt                                         | Beschreibung                                                                                         | Akten-Nr.     | Bild                                      |
| -------------------- | ---------------------------------------------- | --- | ------------- | ----------------------------------------- |
| Töding 19 (Standort) | Katholische Filialkirche St. Petrus und Paulus | kleiner barocker Saalbau mit eingezogenem Chor und Dachreiter, Ende 17. Jahrhundert; mit Ausstattung | D-2-79-128-92 | weitere Bilder                            |
| Töding 23 (Standort) | Bauernhaus eines ehemaligen Dreiseithofes      | Flachsatteldachbau mit Blockbau-Obergeschoss, Traufschrot und Hochlaube, 2. Hälfte 18. Jahrhundert   | D-2-79-128-94 | Bauernhaus eines ehemaligen Dreiseithofes |

### Unterholsbach
| Lage                        | Objekt   | Beschreibung | Akten-Nr.     | Bild |
| --------------------------- | -------- | --- | ------------- | ---- |
| Unterholsbach 9 (Standort)  | Hakenhof | zweigeschossiger, zum Teil verputzter und verschalter Blockbau mit Satteldach und Hochlaube, teilweise ausgemauert, im Kern 18. Jahrhundert | D-2-79-128-95 | BW   |
| Unterholsbach 11 (Standort) | Hakenhof | Satteldachbau mit zum Teil verschaltem Blockbau-Obergeschoss und Traufschrot, 18./19. Jahrhundert                                           | D-2-79-128-96 | BW   |

### Unterschellhart
| Lage                         | Objekt                                    | Beschreibung                                                                                              | Akten-Nr.     | Bild |
| ---------------------------- | ----------------------------------------- | --- | ------------- | ---- |
| Unterschellhart 1 (Standort) | Bauernhaus                                | Flachsatteldachbau mit Blockbau-Obergeschoss, umlaufendem Schrot und Hochlaube, 2. Hälfte 18. Jahrhundert | D-2-79-128-97 | BW   |
| Unterschellhart 2 (Standort) | Bauernhaus                                | Satteldachbau mit Blockbau-Obergeschoss und umlaufendem Schrot, 2. Hälfte 18. Jahrhundert, Dach später    | D-2-79-128-98 | BW   |
| Unterschellhart 4 (Standort) | Wohnteil eines ehemaligen Wohnstallhauses | Satteldachbau mit Blockbau-Obergeschoss, Schrot und Hochlaube, 2. Hälfte 18. Jahrhundert                  | D-2-79-128-99 | BW   |

### Wolfsacker
| Lage                     | Objekt  | Beschreibung | Akten-Nr.      | Bild           |
| ------------------------ | ------- | --- | -------------- | -------------- |
| Am Kirschberg (Standort) | Kapelle | sogenannte Bruder-Konrad-Kapelle, schlichter Satteldachbau mit halbrundem Chorschluss und Glockenturm, bezeichnet 1935 | D-2-79-128-100 | weitere Bilder |

## Ehemalige Baudenkmäler
In diesem Abschnitt sind Objekte aufgeführt, die früher einmal in der Denkmalliste eingetragen waren, jetzt aber nicht mehr. Objekte, die in anderem Zusammenhang – also z. B. als Teil eines Baudenkmals – weiter eingetragen sind, sollen hier nicht aufgeführt werden. Aktennummern in diesem Abschnitt sind ehemalige, jetzt nicht mehr gültige Aktennummern.

| Lage                                   | Objekt          | Beschreibung                                                                                              | Akten-Nr.     | Bild            |
| -------------------------------------- | --------------- | --- | ------------- | --------------- |
| Dornwang Dorfstraße 7 (Standort)       | Kleinbauernhaus | Satteldachbau mit zum Teil verschaltem Blockbau-Obergeschoss, 2. Hälfte 18. Jahrhundert                   | D-2-79-128-15 | Kleinbauernhaus |
| Oberholsbach Oberholsbach 2 (Standort) | Bauernhaus      | Flachsatteldachbau mit Blockbau-Obergeschoss, umlaufendem Schrot und Hochlaube, 2. Hälfte 18. Jahrhundert | D-2-79-128-56 | BW              |